# Cheerleader (canción)
«Cheerleader» es una canción interpretada por el cantante jamaiquino OMI. Fue originalmente compuesta por Mark Bradford, Ryan Dillon, OMI y Clifton Dillon y producida por estos dos últimos. Se comenzó a desarrollar la canción en 2008, cuando OMI creó su melodía y la fue perfeccionando durante varios años junto al productor jamaiquino Clifton Dillon. Los músicos de sesión Sly & Robbie y el saxofonista Dean Fraser contribuyeron en la versión original. El sello independiente Oufah lo lanzó como sencillo, obteniendo un relativo éxito en Jamaica, en varias partes del Caribe y en Hawái.
Con el afán de cautivar un público más amplio, OMI firmó con el sello estadounidense de música dance Ultra Music en 2013. Estos se pusieron en contacto con dos disc jockeys para producir versiones remezcladas de la canción original; el productor estadounidense de hip hop y dancehall Ricky Blaze y un joven DJ alemán llamado Felix Jaehn. El sello y los productores de la canción eligieron una remezcla realizada por Jaehn para lanzarla al mercado, quien descartó gran parte de la instrumentación original de la canción para añadirle un sonido tropical con toques de deep house, acentuando la melodía de la trompeta y el saxofón, sumado al ritmo de conga, y el piano.
La remezcla de Jaehn se terminó en enero de 2014, y fue incluida en un extended play lanzada en mayo de 2014 por Ultra, que comenzó a tener sus primeras repercusiones a nivel comercial. El 17 de julio de 2015 se lanzó una versión con el rapero estadounidense Kid Ink con producción de Salaam Remi y el 31 de julio de ese mismo año se lanzó otra con la participación del cantante colombo-estadounidense Nicky Jam, agregándole algunos versos en español.
La canción se convirtió en un éxito varios países, encabezando las listas musicales en más de veinte listas diferentes, incluyendo los Estados Unidos, el Reino Unido, México, Alemania, Australia, Francia, Países Bajos y Suecia.

## Composición
La versión remezclada incorpora el género house con melodías de trompetas, bongos e influencias del samba en la parte del piano. También acelera la velocidad de la voz con respecto a la versión original y suprime gran parte del ritmo original de la canción con la instrumentación digital. El saxofón de Fraser fue reemplazado por un sampleo de una trompeta. Estos atributos fueron ampliamente aceptados para el público internacional. Su género ha sido descrito como deep house, reggae fusion, y electro-ska.
Mientras que la letra de la canción se la puede interpretar que fue inspirada en una relación romántica, una persona contenta en búsqueda de una "motivadora" o la contención emocional por parte de su pareja, Pasley la consideró atemporal: "habla de algo más allá de cualquier otro significado. Está totalmente dedicada a la persona que es mi mayor apoyo, mi madre”.

## Videos musicales
El primer video musical, está basado en la versión original de la canción cuyo dirección corrió a cargo de Tim Cash, y estuvo rodado en Oregón con el que contó con un escaso presupuesto. Un segundo video, donde se emplea la versión remezclada por Felix Jaehn, está dirigido por Scorpio 21, y filmado en el Red Bones Café de Saint Andrew, Jamaica, en enero de 2015.
Debido al éxito internacional, se grabó un nuevo video musical donde nuevamente se utiliza la versión remezclada, se filmó en Haulover Beach, Florida, y estuvo diseñado para captar la esencia de la canción en el que muestra un ambiente plenamente veraniego. Contó con la dirección de Lenny Bass, quien previamente dirigió vídeos para Fantasia y Gavin DeGraw. En la producción participó Carolina Nuñez, mientras que Mikha Grumet se ocupó de la producción ejecutiva.

## Desempeño comercial

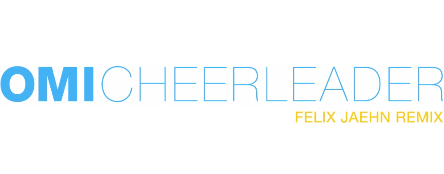
Logotipo del remix con Felix Jaehn.

La versión remezclada se convirtió en un éxito mundial gradual; liderando inicialmente las listas musicales de los países europeos y Australia antes de hacer escala en los Estados Unidos y Canadá. La versión original ya había obtenido un notable desempeño en las listas de reggae en Hawái y Dubái en 2012, tras lo cual se convirtió en un éxito en su país natal, Jamaica. Estratégicamente planeada por Dillon la canción se popularizó, luego de su difusión en la escena musical de Miami y también por parte del artista italiano de reggae Alborosie."
Luego de lanzarse su versión remezclada, Suecia se convirtió en el primer país que logró conquistar su mercado, encabezando su lista de sencillos en noviembre de 2014 durante nueve semanas consecutivas. Pronto la canción se extendió por otras listas europeas, especialmente Francia, Italia y Alemania. En enero de 2015, Sony Music, el conglomerado que posee Columbia y Ultra, lo nombró como la "Canción del mes"; en consecuencia, todas las filiales de la compañía incrementaron la promoción del sencillo. En ese momento, la canción ya lideraba en cinco territorios europeos. En marzo, se firmó un acuerdo con Syco Music, un sello propiedad y operado por el magnate británico Simon Cowell, para promocionar y distribuir la canción en todo el Reino Unido. Poco después de su lanzamiento en este territorio, debutó en listas de éxitos del país y fue promocionado por un video viral de Cowell cantando la canción. A principios de mayo, la canción encabezó la lista de sencillos del Reino Unido por cuatro semanas consecutivas, logrando el período sucesivo más largo que cualquier artista jamaiquino haya ocupado en dicha posición en la tabla.
Mientras en los Estados Unidos, la canción debutó en el Billboard Hot 100 a principios de mayo, ya que en ese momento, la canción alcanzaba su máxima ubicación en el Reino Unido. Algunos centros de estadísticas pronosticaron que la canción iba a revolucionar el Hot 100 en algún momento. Finalmente se cumplió esta predicción alcanzando el número uno el 13 de julio, desbancando a «See You Again» de Wiz Khalifa de la primera posición, los cuales permanecieron 12 semanas no consecutivas. Se mantuvo en lo más alto de la tabla durante cuatro semanas consecutivas. Después de la cuarta semana, descendió a la segunda ubicación, siendo desplazado por «Can't Feel My Face» de The Weeknd, pero recuperó la cima a la semana siguiente.
Gran parte de la popularidad de la canción se atribuyó a su desempeño en los servicios de streaming. En Spotify, la canción atrajo más de 300 millones de reproducciones.

## Lista de canciones
| Sencillo en CD |                                        |          |  |
| N.º            | Título                                 | Duración |  |
| 1.             | «Cheerleader» (Felix Jaehn Radio Edit) | 3:00     |  |
| 2.             | «Cheerleader» (Felix Jaehn Remix)      | 4:21     |  |

| Descarga digital (Remixes) |                                   |          |  |
| N.º                        | Título                            | Duración |  |
| 1.                         | «Cheerleader» (Ricky Blaze remix) | 3:03     |  |
| 2.                         | «Cheerleader»                     | 2:54     |  |

| Descarga digital (Felix Jaehn vs Salaam Remi Remix) |                                                                |          |  |
| N.º                                                 | Título                                                         | Duración |  |
| 1.                                                  | «Cheerleader (con Kid Ink)» (Felix Jaehn vs Salaam Remi Remix) | 3:01     |  |

| Descarga digital (con Nicky Jam) |                                                   |          |  |
| N.º                              | Título                                            | Duración |  |
| 1.                               | «Cheerleader (con Nicky Jam)» (Felix Jaehn Remix) | 3:00     |  |

## Posicionamiento en listas y certificaciones

### Semanales
Felix Jaehn Remix
| País            | Lista (2014-2015)       | Mejor posición |
| --------------- | ----------------------- | -------------- |
| Alemania        | Media Control Charts    | 1              |
| Australia       | ARIA Singles Chart      | 1              |
| Austria         | Ö3 Austria Top 40       | 1              |
| Bélgica         | Ultratop 50 flamenca    | 1              |
| Bélgica         | Ultratop 50 valona      | 1              |
| Canadá          | Canadian Hot 100        | 1              |
| Dinamarca       | Tracklisten             | 1              |
| Escocia         | Scottish Singles Chart  | 1              |
| Eslovaquia      | Singles Digitál Top 100 | 2              |
| España          | PROMUSICAE              | 3              |
| Estados Unidos  | Billboard Hot 100       | 1              |
| Estados Unidos  | Pop Songs               | 1              |
| Estados Unidos  | Adult Pop Songs         | 6              |
| Estados Unidos  | Adult Contemporary      | 11             |
| Estados Unidos  | Hot Dance Club Songs    | 32             |
| Estados Unidos  | Dance/Mix Show Airplay  | 2              |
| Estados Unidos  | Latin Pop Songs         | 6              |
| Europa          | Euro Digital Songs      | 1              |
| Finlandia       | Suomen virallinen lista | 13             |
| Francia         | SNEP Singles Chart      | 1              |
| Hungría         | Single Top 40           | 3              |
| Irlanda         | Irish Singles Chart     | 1              |
| Israel          | Media Forest            | 3              |
| Italia          | FIMI Singles Chart      | 2              |
| Japón           | Japan Hot 100           | 46             |
| México          | Mexico Ingles Airplay   | 1              |
| Noruega         | VG-lista                | 5              |
| Nueva Zelanda   | NZ Top 40 Singles Chart | 3              |
| Países Bajos    | Dutch Top 40            | 1              |
| Polonia         | Polish Airplay Top 20   | 1              |
| Portugal        | Portugal Digital Songs  | 1              |
| Reino Unido     | UK Singles Chart        | 1              |
| República Checa | Singles Digitál Top 100 | 2              |
| Sudáfrica       | Top 10 Airplay          | 1              |
| Suecia          | Sverigetopplistan       | 1              |
| Suiza           | Schweizer Hitparade     | 1              |
| Venezuela       | Top Anglo               | 1              |

### Anuales
| País   | Lista (2014)      | Posición |
| ------ | ----------------- | -------- |
| Suecia | Sverigetopplistan | 21       |

## Certificaciones
| País           | Organismo certificador | Certificación | Simbolización | Ventas    | Ref.   |
| -------------- | ---------------------- | ------------- | ------------- | --------- | ------ |
| Alemania       | BVMI                   | 3× Oro        | 3●            | 600 000   | [ 58 ] |
| Australia      | ARIA                   | 4× Platino    | 4▲            | 280 000   | [ 59 ] |
| Austria        | IFPI Austria           | Oro           | ●             | 15 000    | [ 60 ] |
| Bélgica        | BEA                    | Platino       | ▲             | 30 000    | [ 61 ] |
| Canadá         | Music Canada           | 2× Platino    | 2▲            | 160 000   | [ 62 ] |
| Dinamarca      | IFPI Dinamarca         | 4× Platino    | 4▲            | 160 000   | [ 63 ] |
| España         | PROMUSICAE             | 2× Platino    | 2▲            | 80 000    | [ 64 ] |
| Estados Unidos | RIAA                   | 3× Platino    | 3▲            | 2 100 000 | [ 65 ] |
| Italia         | FIMI                   | 5× Platino    | 5▲            | 250 000   | [ 66 ] |
| Nueva Zelanda  | RIANZ                  | 3× Platino    | 3▲            | 45 000    | [ 67 ] |
| Reino Unido    | BPI                    | 2× Platino    | 2▲            | 1 200 000 | [ 68 ] |
| Sudáfrica      | RiSA                   | Oro           | ●             | 10 000    | [ 69 ] |
| Suecia         | IFPI Suecia            | 7× Platino    | 7▲            | 280 000   | [ 70 ] |

## Sucesión en listas
| Anterior: «The Days» de Avicii                                                               | Sverigetopplistan — Sencillo número uno 6 de noviembre de 2014 — 7 de enero de 2015                                                | Siguiente: «Take Me to Church» de Hozier                             |
| Anterior: «Runaway (U & I)» de Galantis                                                      | Dutch Top 40 — Sencillo número uno 24 de enero de 2015 — 10 de abril de 2015                                                       | Siguiente: «Lean On» de Major Lazer y DJ Snake con MØ                |
| Anterior: «Uptown Funk» de Mark Ronson con Bruno Mars                                        | ARIA Singles Chart — Sencillo número uno 26 de enero de 2015 — 15 de febrero de 2015                                               | Siguiente: «FourFiveSeconds» de Rihanna, Kanye West y Paul McCartney |
| Anterior: «The Hanging Tree» de James Newton Howard                                          | Media Control Charts — Sencillo número uno 13 de febrero de 2015 — 19 de febrero de 2015                                           | Siguiente: «Love Me Like You Do» de Ellie Goulding                   |
| Anterior: «See You Again» de Wiz Khalifa con Charlie Puth                                    | UK Singles Chart — Sencillo número uno 9 de mayo de 2015 — 5 de junio de 2015                                                      | Siguiente: «Want to Want Me» de Jason Derulo                         |
| Anterior: «See You Again» de Wiz Khalifa con Charlie Puth «Can't Feel My Face» de The Weeknd | Billboard Hot 100 — Sencillo número uno 25 de julio de 2015 — 21 de agosto de 2015 29 de agosto de 2015 — 11 de septiembre de 2015 | Siguiente: «Can't Feel My Face» de The Weeknd                        |